# Контрактова площа
Контракто́ва пло́ща — площа в Подільському районі міста Києва, місцевість Поділ. Розташована між  вулицями Петра Сагайдачного, Покровською, Андріївським узвозом, Фролівською, Притисько-Микільською, Костянтинівською, Межигірською, Спаською, Григорія Сковороди та Іллінською вулицями.

## Історія
Контрактова площа — одна з найстаріших у Києві, виникла ще за часів Київської Русі. У 1123—1136 роках тут було зведено церкву Богородиці Пирогощі. Після зруйнування Верхнього міста монголо-татарами, центр Києва перемістився на Поділ, і Контрактова площа стала центральною. У XV столітті тут було зведено ратушу, пізніше — старовинний колодязь-фонтан «Самсон». У XVI–XVIII століттях поблизу площі виник комплекс Братського монастиря. До 1834 року на площі проходили паради збройних сил магістрату, київських ремісничих цехів, так званого міщанського корпусу, кінних підрозділів.
За твердженням кандидата історичних наук Наталії Білоус, у XVI столітті площа мала назву Ринкової. На ній «купці тримали комори з крамом». Також на думку історика, що при соборній церкві Успіння Богородиці Пирогощі (тобто поблизу Контрактового майдану) знаходилось найпопулярніше кладовище того часу у Києві.
Назва Контрактова площа виникла через те, що купці Києва укладали контракти саме на цій площі, а наприкінці XVIII століття тут щорічно проходили міжнародні контрактові ярмарки. Викликано це було тим, що Контрактова площа була розташована біля київського порту, який був основним джерелом експортно-імпортних поставок. Після розбудови мережі залізниць значення порту і Контрактової площі значно зменшилось, а центр ділового життя Києва перемістився до Хрещатика.
Після Подільської пожежі 1811 року почалася активна розбудова площі. На ній було зведено Гостиний двір, нову будівлю Контрактового будинку (перенесеного з Покровської вулиці) та суспільно-громадський центр.
У 1869 році площа отримала назву Олександрівська (рос. Александровская); з 1919 року — Червона (або Красна).
У 1938 р. в центрі площі був встановлений трофейний танк Mark V (не зовсім там, де зараз пам'ятник Сковороді, а ближче до фонтану «Самсон»), який пережив окупацію і стояв там ще кілька років після війни.
У грудні 1944 року міськвиконкомом прийнято постанову про повернення площі її історичної назви — Контрактова. Проте деякий час паралельно існували обидві назви. З 1952 року знову утвердилася назва Червона — до 1990 року, коли вдруге прийнято постанову про повернення площі назви Контрактова.
У 2017 році площа разом із частиною вулиці Петра Сагайдачного стали пішохідними. У грудні на площі встановлене оглядове колесо висотою 43 метри.

## Зображення

Пам'ятник Петрові Сагайдачному
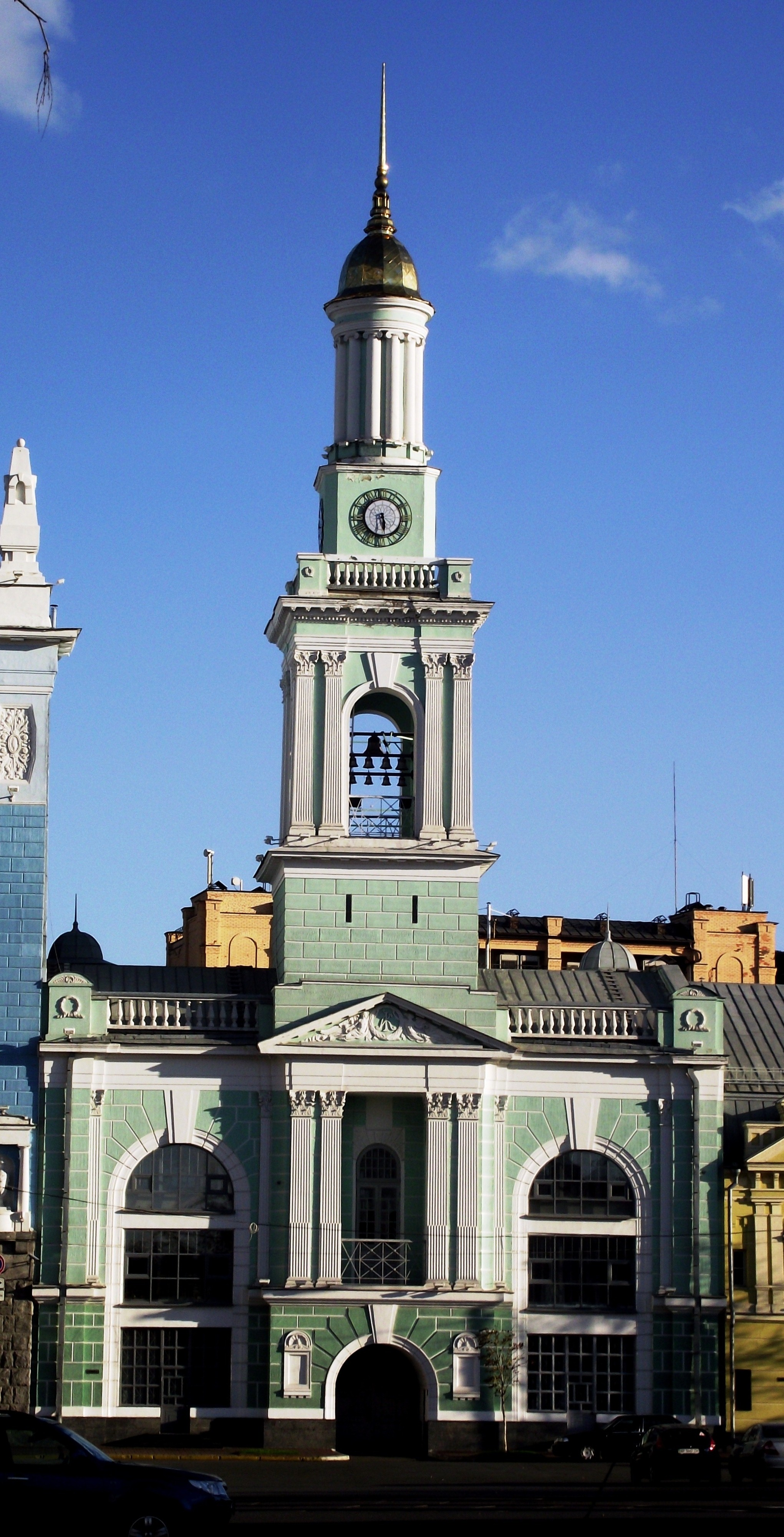
Дзвіниця Свято-Катерининського монастиря
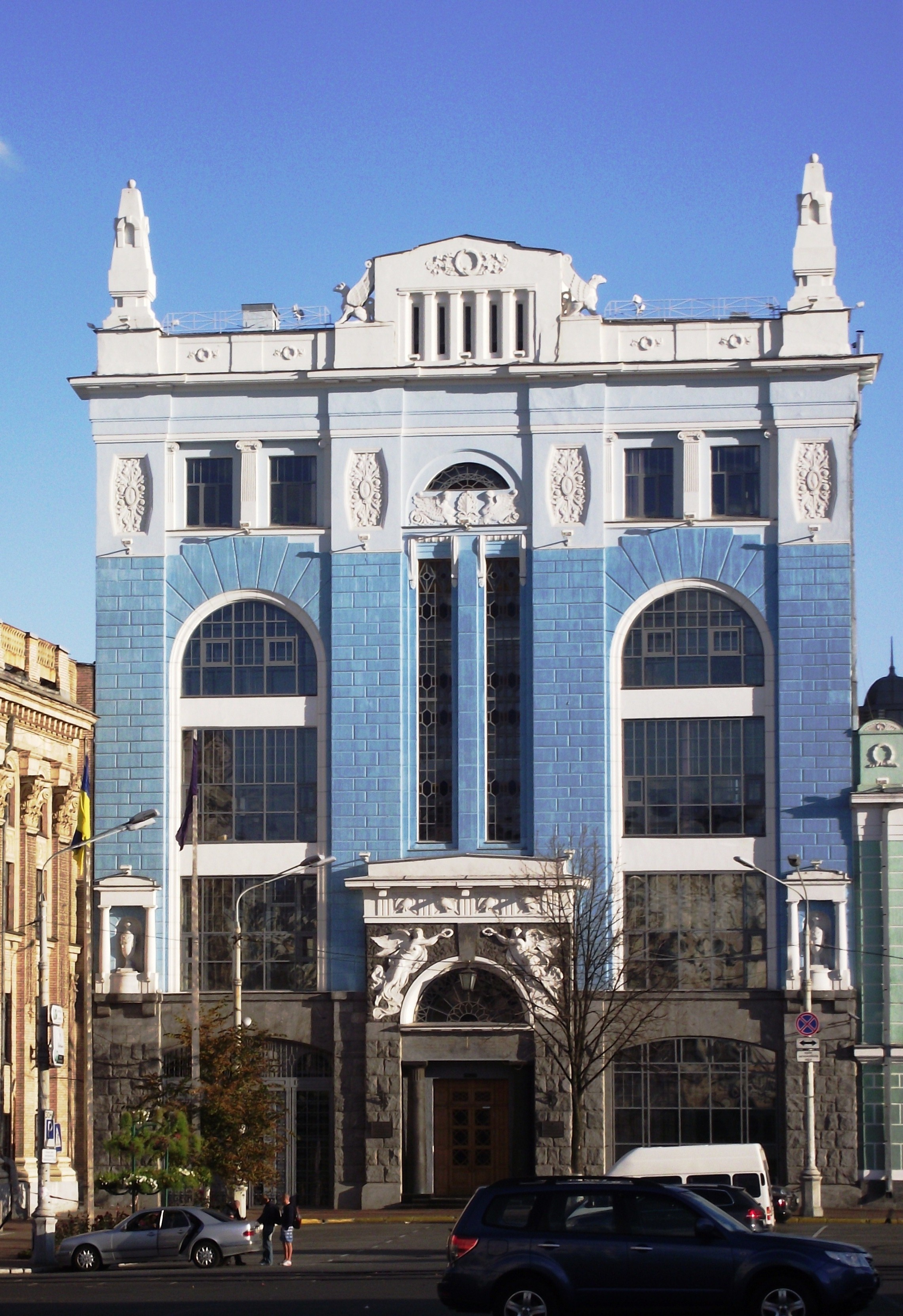
Будинок прибутковий Свято-Катерининського монастиря
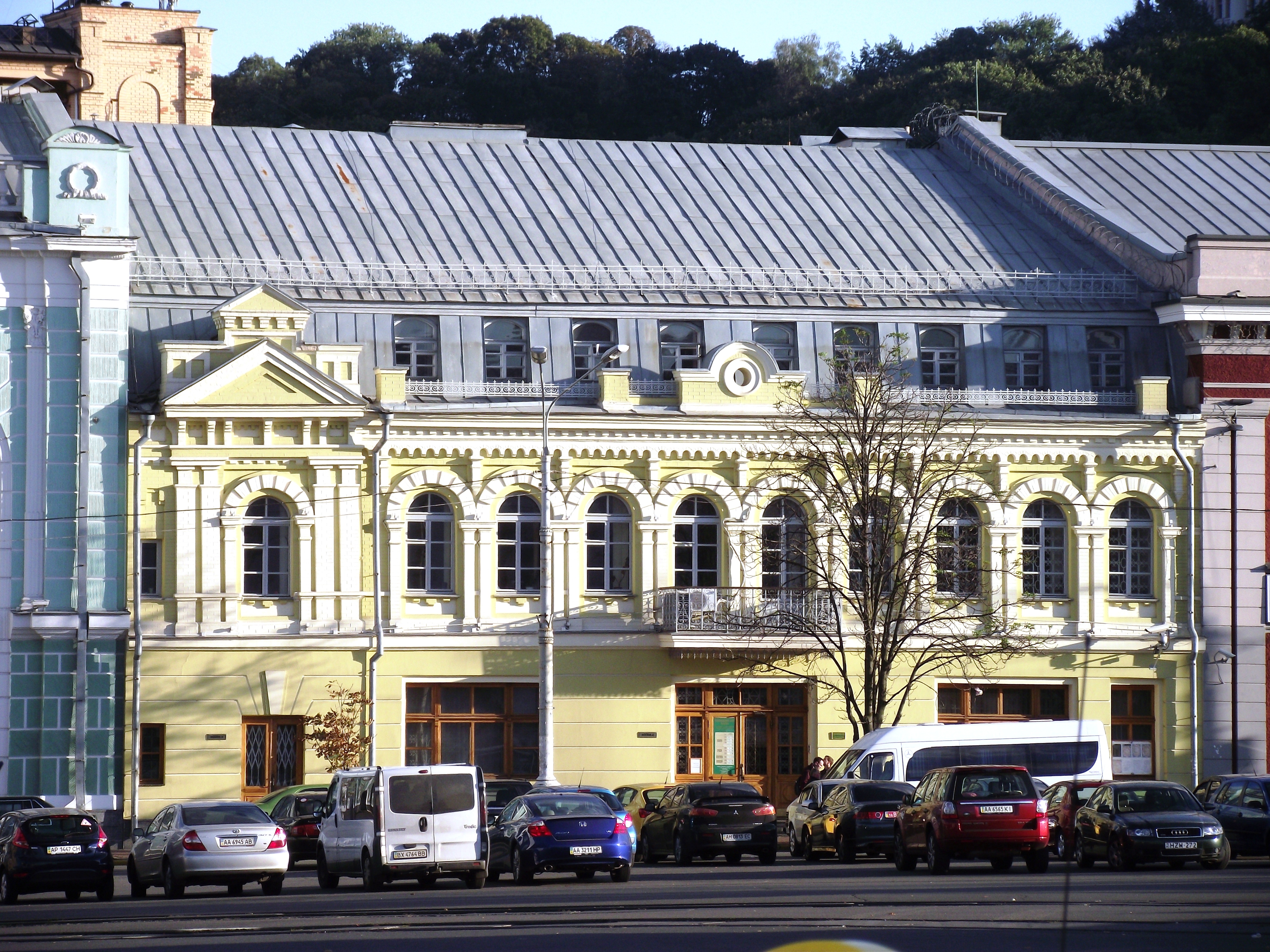
Будинок з крамницями
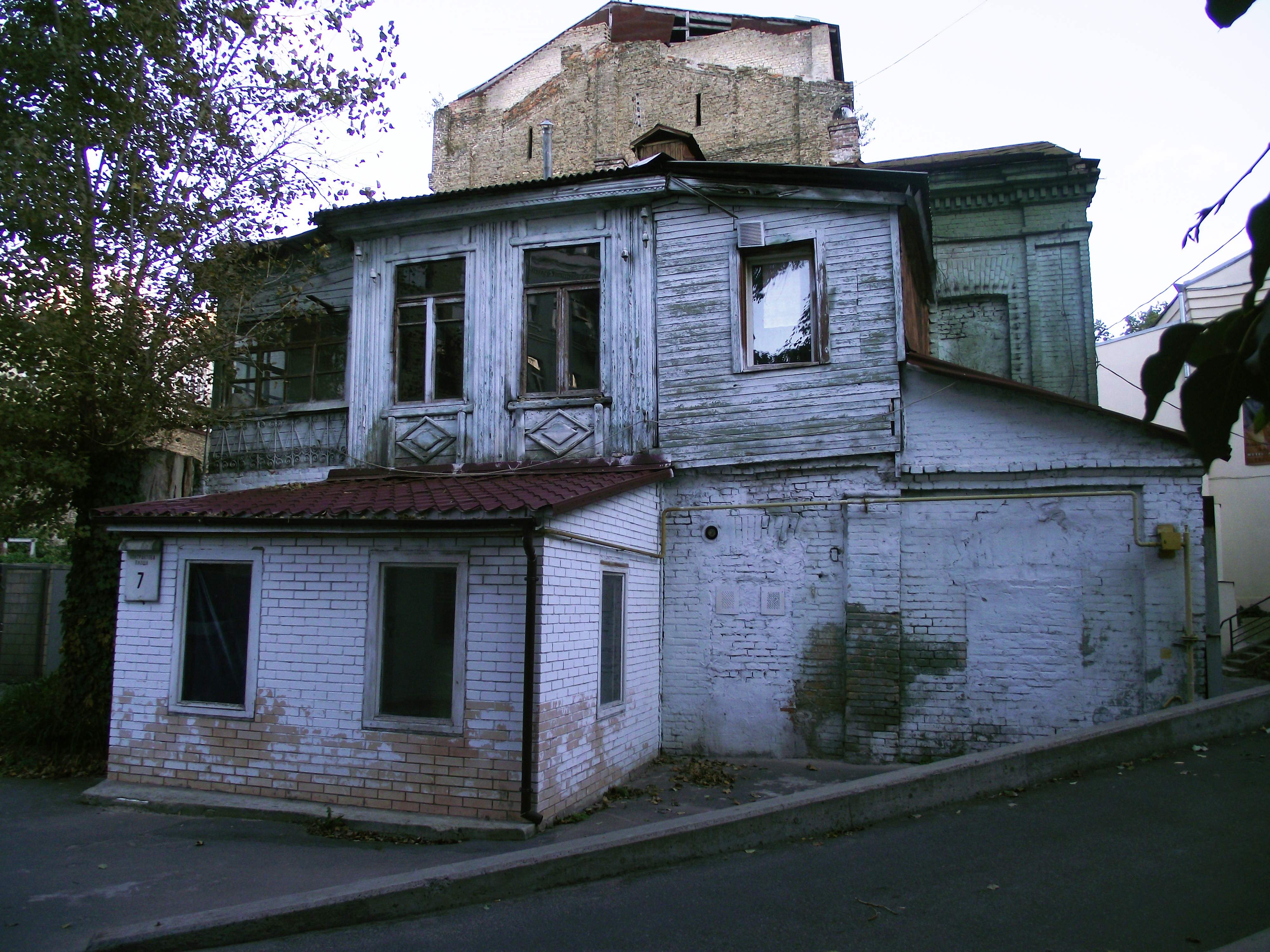
Будинок Вишневських (побудований 1770 року), з пізнішими добудовами
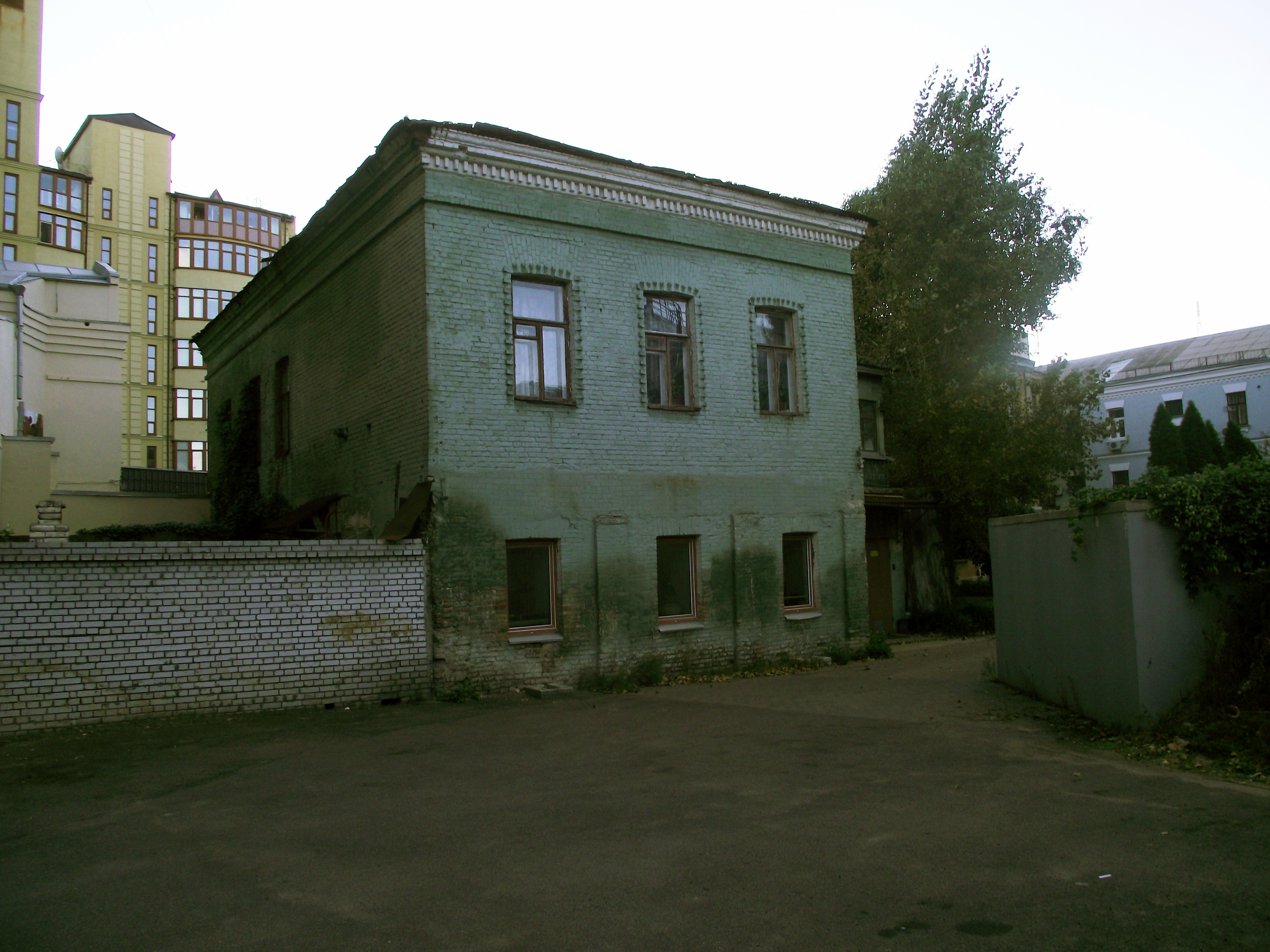
Будинок Вишневських. XVIII ст. — перший поверх з пілястрами. Все інше — добудови
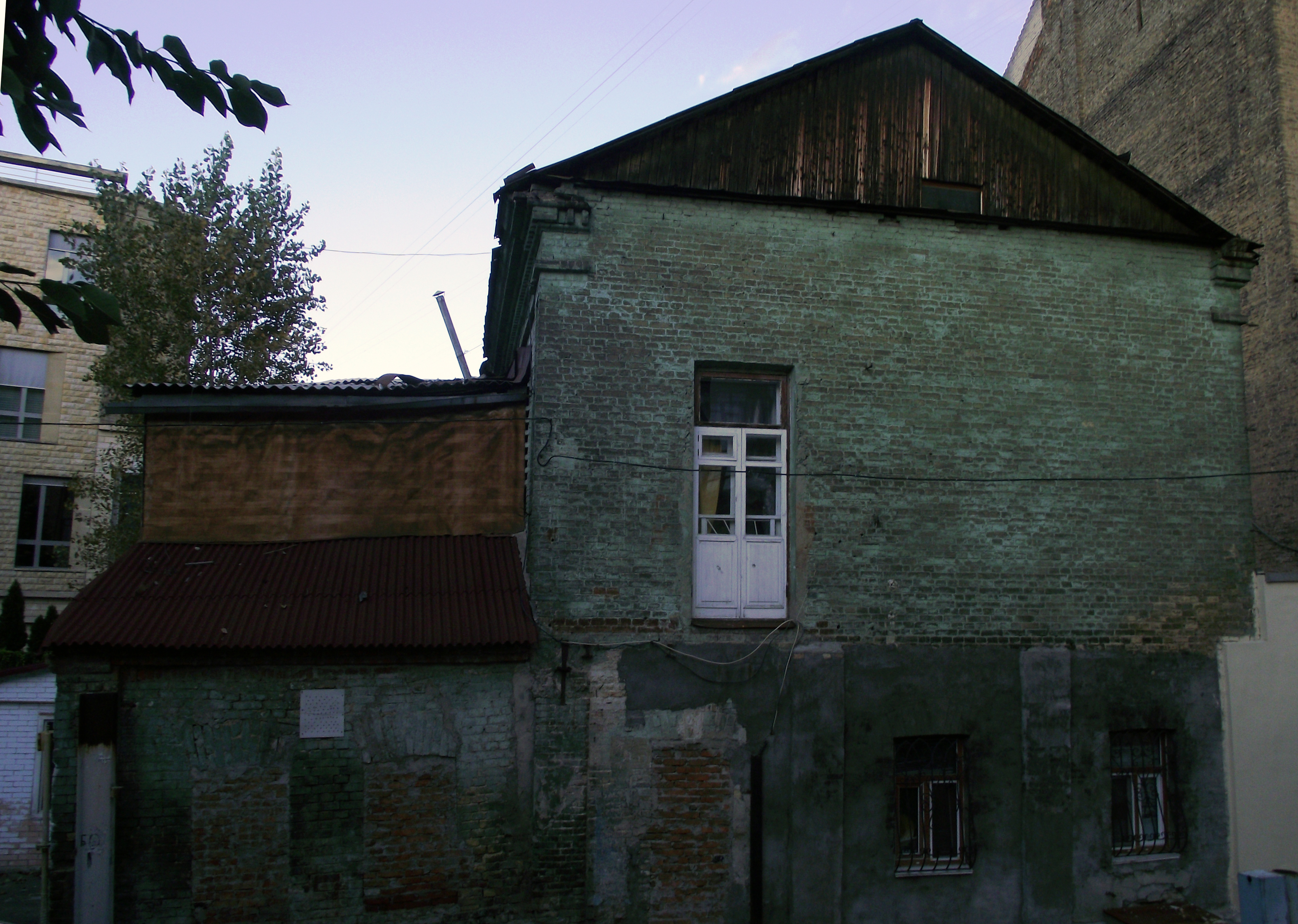
Будинок Вишневських. Рідкісна архітектурна деталь — балкон для тещі
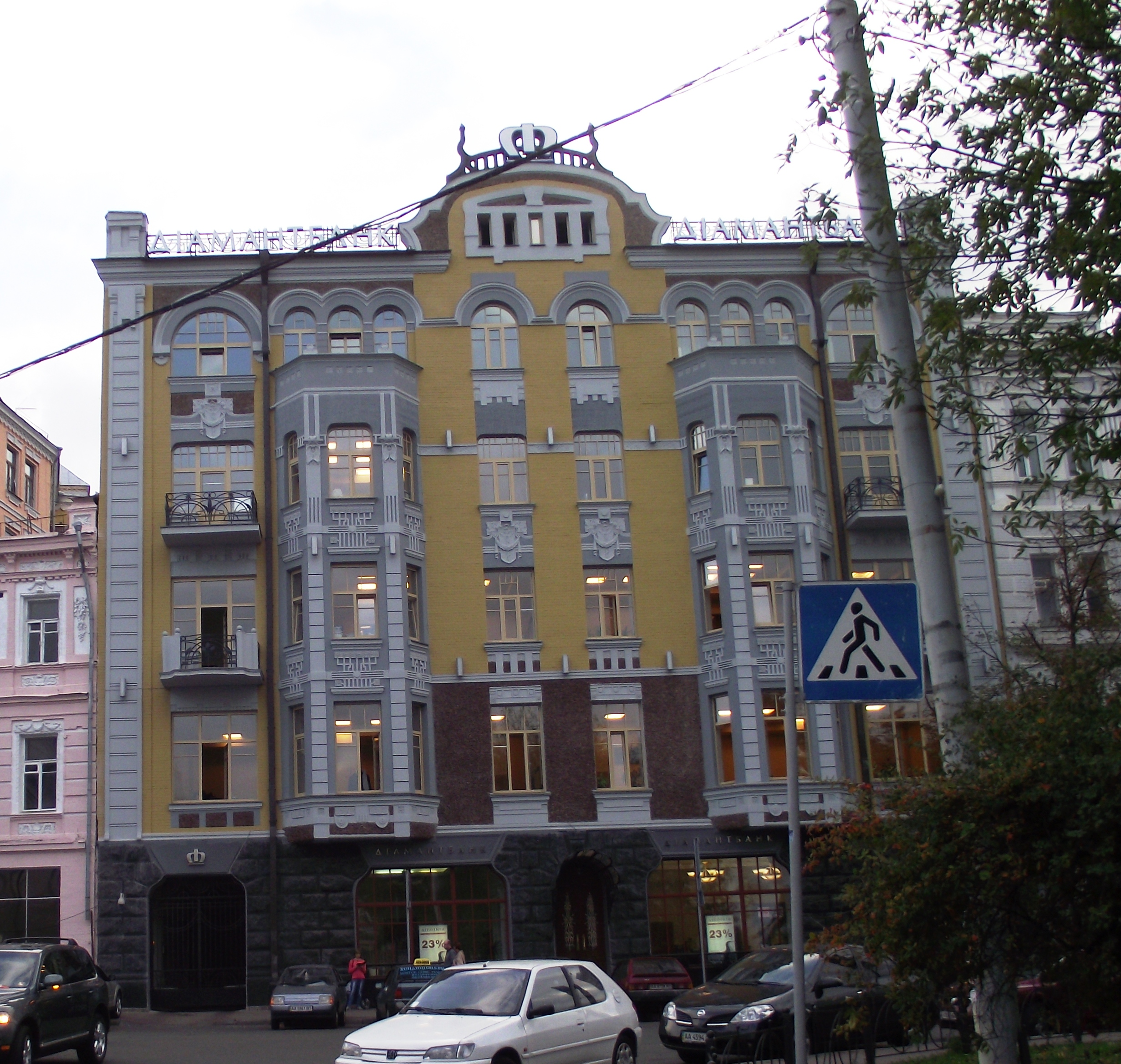
Дохідний будинок в стилі модерн (нині — «Діамантбанк»)
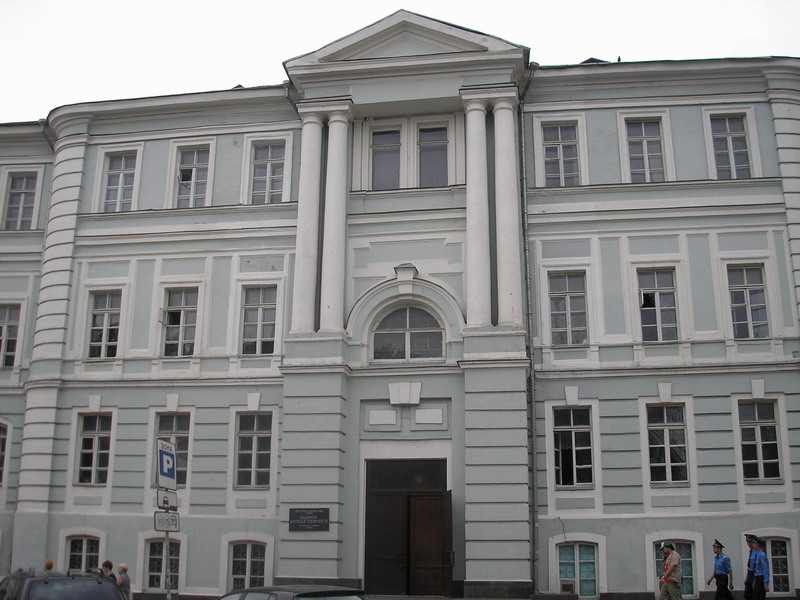
Будинок Назарія Сухоти, де розташовувалась Третя київська гімназія
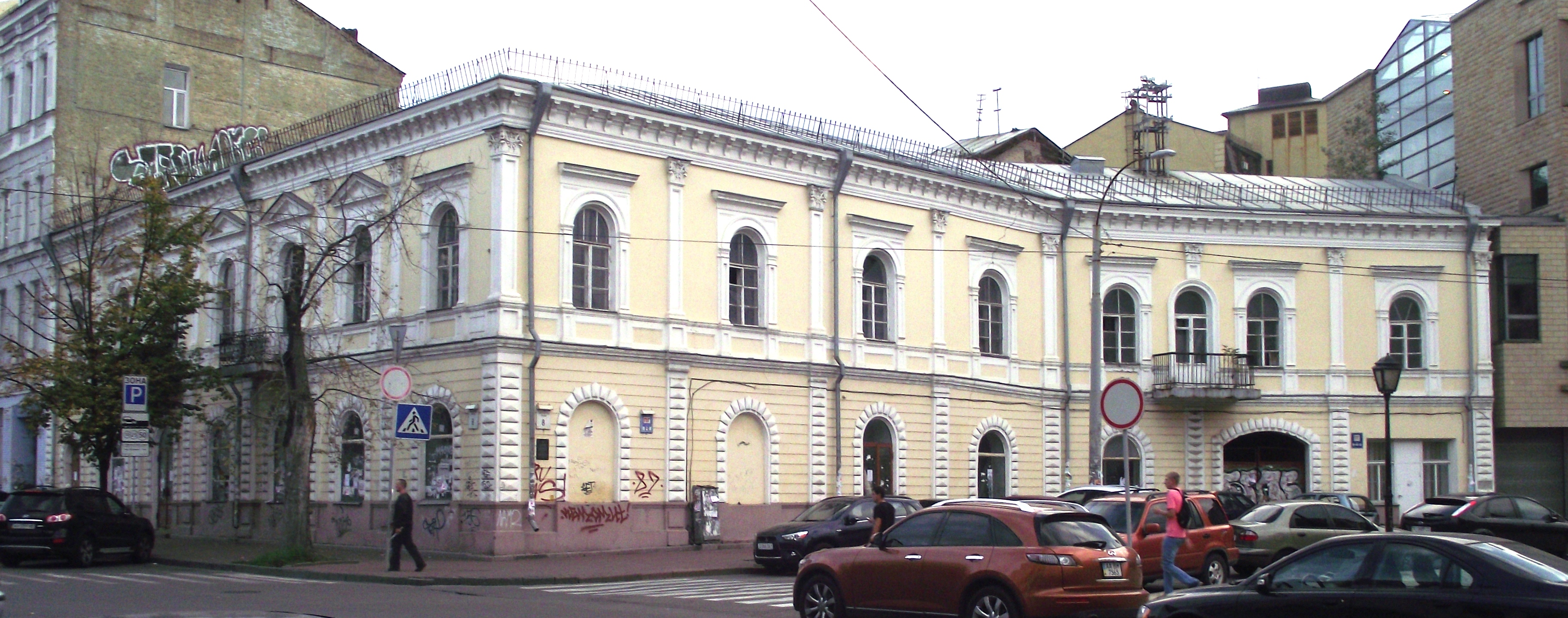
Будинок кушнірського цеху
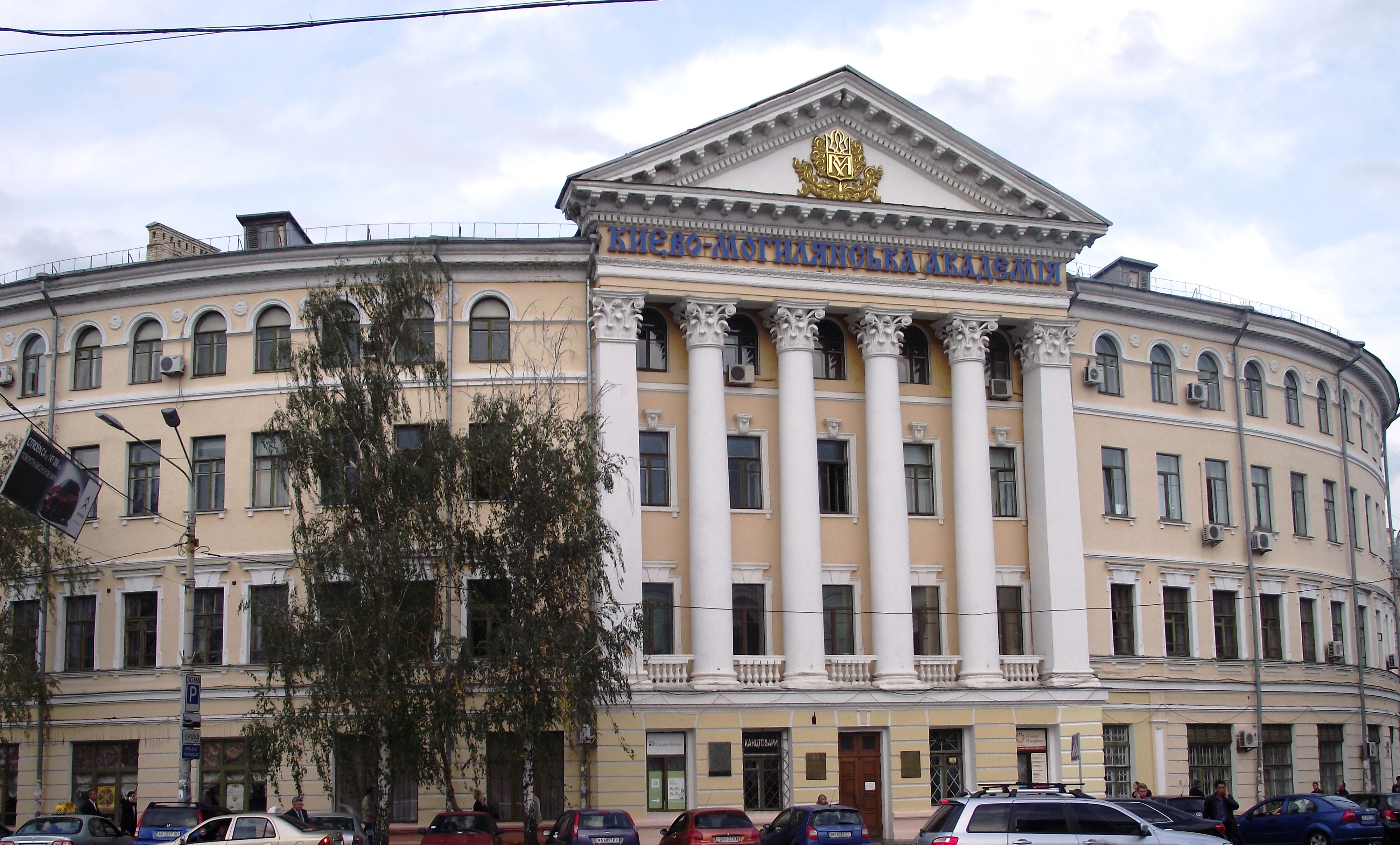
Циркульний корпус НаУКМА
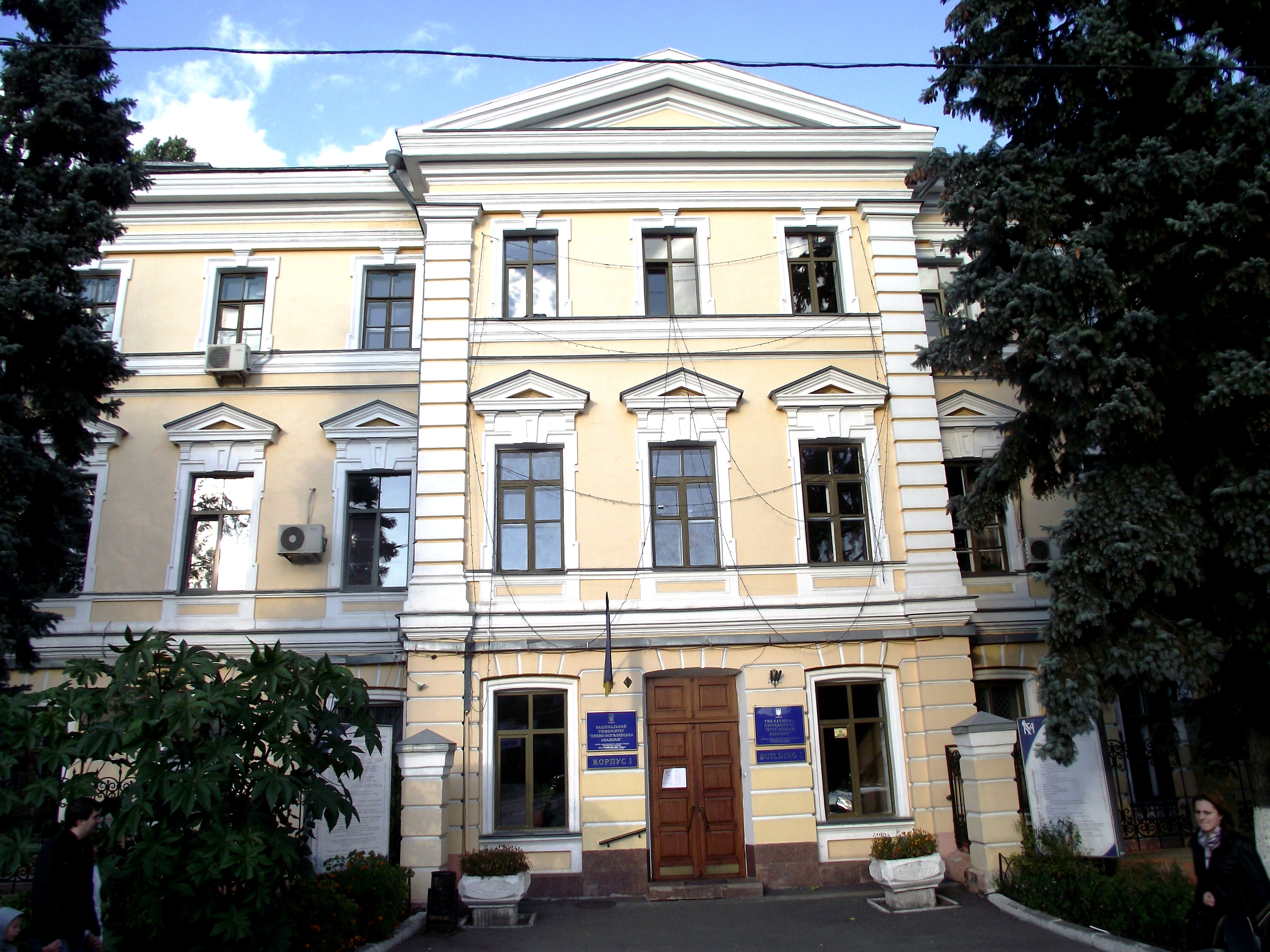
Корпус академічний новий НаУКМА

## Історичні будівлі та пам'ятники
- Контрактовий будинок
- Староакадемічний корпус НаУКМА
- Будинок Київського магістрату
- Пам'ятник Григорію Сковороді
- Фонтан «Самсон»
- Гостиний двір
- Київський муніципальний академічний театр опери та балету для дітей та юнацтва
- Пам'ятник гетьману Петрові Конашевичу Сагайдачному
- Національний банк України